# アイメン・フセイン
- アイメン・フセイン
- アイマン・フサイン
- アイマン・フセイン

アイメン・フセイン（アラビア語: أيمن حسين, アイマン・フサイン、英字表記：Aymen Hussein、1996年3月22日 - ）は、イラクのクルディスタン地域キルクーク出身のプロサッカー選手。アル・クウワ・アル・ジャウウィーヤ所属。イラク代表。ポジションはフォワード。2013年のプロ入り以降すでに10度の移籍を行っているジャーニーマンである。
身長については189cmという情報と188cmという情報が混在している。

## 来歴
1996年3月22日にイラク北部クルディスタン地域キルクークのアル＝ハウィージャで暮らすスンナ派アラブ系部族の一家の男児として誕生した。
フセインは、地元チームで才能ある若者として注目を集めていた。そのプレーの様子がアル＝アラムSCで役員を務めていた地元住民の目に留まり、2009年にアル＝アラムSCの下部組織に正式に加入した。下部組織では地方リーグでプレーしたほか、トップチームでも試合に出場した。しかし、イラクのトップリーグにキルクーク周辺をホームタウンとするクラブが無かったため、イラク・プレミアリーグ入りを目指しアッ＝トゥーズSCへ移籍、その後、当時クルディスタンリーグ2部に所属していたガーズ・アッ＝シャマールSCと契約するという異色の道を歩んだ。
2012-13シーズン終盤、クルディスタン地域ドホーク県を拠点とするドホークSCでアシスタントコーチを務めていたハーリド・ムハンマド・サッバールから連絡を受け、高額な契約でイラク・プレミアリーグでプレーする機会を獲得、プロサッカー選手としてのキャリアを本格的にスタートさせることとなった。しかし、クルディスタン地域を襲った経済危機によってクラブの資金繰りが悪化、数ヶ月に亘って給与未払いが続いていたため、フセインはバグダッドで再起を図ることとなった。そして2014年後半、フセインは他の5選手とともにクラブを去った。
2015年冬にアン＝ナフトSCに加入、2016-17シーズンには10試合12ゴールと得点を量産、怪我により戦列を離れていた時期もあったが、チームのリーグ2位躍進に大きく貢献した。
2017年8月22日、フセインはマルワーン・フセインの後釜としてイラクの強豪アル・ショルタSCと契約。11月21日のカルバラSC戦でデビュー、加入後初ゴールも決めた。その後、中国で開催されたAFC U-23選手権2018から帰国後、アル・ショルタSCを離れた。
以降はイラク国内外のクラブを転々とし、2023年に、2019年から2021年にかけて所属したアル・クウワ・アル・ジャウウィーヤへ復帰した。

## 代表歴
2015年、U-23イラク代表でプレーし、カタールで開催されたAFC U-23選手権2016に招集された。3位決定戦では決勝ゴールを決め、リオデジャネイロオリンピック出場に貢献した。しかし、U-23シリア代表との親善試合で負傷、オリンピック行きは叶わなかった。
2015年8月26日、親善試合のレバノン代表戦でA代表デビュー。
2017年9月5日、2018 FIFAワールドカップ・アジア3次予選のUAE代表戦で初ゴールを決めた。
2022年にはパスポートに押されたイスラエルのスタンプが原因でレバノンに入国拒否されFIFAワールドカップ予選のため渡航できないという問題が発生。アル・クウワ・アル・ジャウウィーヤ在籍中にチームでエルサレムを訪問したことが原因だったが、イスラエル渡航者の入国を認めないレバノンやイランに赴いての試合参加ができないという事態に発展。イラク代表側からの関係各所への働きの結果入国が認められた形となった。
2023年1月にイラク南部のバスラで開催されたガルフカップ2023では3ゴールを決め大会得点王となり、イラク代表の1988年大会以来16大会ぶりの優勝に貢献した。
2024年、AFCアジアカップ2023に臨むメンバーに選出された。グループステージでは3試合連続でゴールを挙げ、日本戦では2ゴールを決め2-1の勝利に貢献した。決勝トーナメント1回戦のヨルダン戦では勝ち越しゴールを挙げたが、ゴール後の芝生を食べる仕草のゴールパフォーマンスが主審のアリレザ・ファガニーに咎められ、イエローカードを提示された。これが試合中2枚目のイエローカードであったために退場処分となり、チームはヨルダンに逆転負けを喫してベスト16で敗退した。
7月にはパリオリンピックに臨むU-23イラク代表メンバーにオーバーエイジで選出。

## 家族
父親はイラク軍の将校だったが、アルカーイダによる攻撃を受け2008年に死去。「おたくの親父さんが病院に運ばれた」と連絡が来た時は信じがたい気持ちだったが、軍の将校だったことから外出中にアルカーイダ組織員らによって襲われ心臓に命中した銃弾が致命傷となり病院搬送後に死亡が確認されたことを知ったという。地元警察に勤務していた兄もISILから脅迫を受けた末に連れ去られ、現在も行方不明のままとなっている。
伝統的な泥造りでの家で送るささかやながら幸せだった暮らしは、新居を建てようという明るい話題が交わされた直後に父親の死去で一変。生き残った家族はテロ被害を恐れアル＝ハウィージャからキルクーク市街地に移住した。かつて住んでいた実家建物も空爆で壊されたという。アイメンの実家やその近辺はISILにより破壊されたままとなっており、移住後久々に一家の墓地を訪ねることができた時には彼の父や祖父らの墓は壊されてしまっていたという。
母親ならびに兄弟姉妹は存命しており、父の殉職と兄の失踪後はアイメンが一家の大黒柱となった。イラクメディアではアイメンが母親を非常に大切にしている様子や、息子の健闘を祈る母親の姿なども度々報じられている。アイメンは亡くなった父を思い、勝利を彼に捧げるとともに自分が彼にとって誇るに値する息子であることを示したい、父が戦士として敵に向かっていったように、自分はサッカーという手段で戦うという思いを語るなどしている。
なお弟のライスはイラク国内でサッカー選手として活動している。

## エピソード
2019年、試合を終えキルクークに向かう道中で自身が運転する乗用車で事故を起こした。車両前面を大破させるほどの事故だったが、幸い、後部座席に同乗していたイラク代表メンバーのアフマド・イブラヒム・ハラフとともに死亡を免れた。